# 碓氷橋
碓氷橋（うすいばし）は、群馬県安中市に位置する橋梁。正式名称は上信越自動車道碓氷橋。
上信越自動車道の一部で横川SAと碓氷軽井沢ICの間にあり、全長は1,267mと同道路の中で最長橋であり総工費は約100億円。1992年に完成した。橋の下には旧・信越本線（このうちの下り線を活用したのが、現在の碓氷峠鉄道文化むらの「シェルパくん」のルート）、国道18号、霧積川、碓氷川などがある。
特に信越本線と霧積川にかかる222mの区間は景観を重視して斜張橋となっている。逆Y字型の主塔の高さは113mで、橋全体がゆるやかな曲線となっている。